# Batalla de Vilna
La batalla de Vilna fue una batalla librada a comienzos de la Segunda Guerra Mundial durante la invasión soviética de Polonia que se llevó a cabo tras la invasión alemana. Durante el 18 y 19 de septiembre de 1939, las fuerzas soviéticas se aproximaron y ocuparon la ciudad de Vilna. Las fuerzas polacas en la zona eran relativamente débiles y los comandantes polacos, sin saber si oponerse activamente a los soviéticos, no utilizaron las capacidades defensivas de la ciudad y la zona fortificada en sus cercanías. De todas formas dada la abrumadora superioridad soviética, es dudoso que el resultado de la batalla pudiera haber sido diferente,.

## Preludio
Vilna, la capital del voivodato de Wilna (provincia o región), fue un importante centro industrial de la zona nororiental de Polonia y la sexta ciudad más grande del país en ese momento. Administrativamente formaba parte de la tercera región militar con sede en Grodno bajo el mando de Józef Olszyna-Wilczynski, era también una importante guarnición y centro de reclutamiento.  En el período anterior a la guerra, la ciudad albergaba la totalidad de la 1 ª división de infantería polaca, así como el cuartel general y el 4 º regimiento de ulanos de la brigada de caballería de Wilna. La defensa aérea era proporcionada por la mayor parte del quinto regimiento aéreo polaco que tenía base en aeródromo cercano de Porubanek (actual Kirtimai). Además la ciudad de Vilna era un centro movilización para la 35.ª división de infantería en la reserva.
Antes del estallido de la guerra, la 1 ª división había sido movilizada y enviada secretamente hacia Rozan en el norte de Mazovia. La brigada de caballería de Wilna pronto la siguió, y en los primeros días de septiembre de 1939 salió de la ciudad hacia Piotrków Trybunalski. Los medios aéreos se unieron al ejército de Modlin y a la agrupación Narew que luchaba contra las unidades alemanas que tratan de abrirse paso desde Prusia Oriental. Para el 7 de septiembre, la 35.ª división estaba plenamente movilizada y transportada a Lvov (actual Lviv, Ucrania), quedando la ciudad indefensa.
El comandante militar de la ciudad, el coronel Jarosław Okulicz-Kozaryn, evaluó que en caso de ser atacado por las fuerzas alemanas o soviéticas, no tendría fuerzas suficientes para realizar una defensa efectiva y por lo tanto su tarea sería solo sólo la de posibilitar que los civiles fueran evacuados a la neutral Lituania (esto también lo realizó, aunque no muy patentemente, el general Józef Olszyna-Wilczynski, comandante del tercer distrito militar al que también pertenecía Wilna).
El 17 de septiembre, en la ciudad había 14.000 soldados y voluntarios de la milicia, pero solo 6.500 de ellos estaban armados. Antes de la batalla, el número de soldados armados aumentó ligeramente a medida que fueron llegando algunas unidades desorganizadas, pero el número de voluntarios desarmados disminuyó, en la medida que Okulicz-Kozaryn ordenó que los voluntarios desarmados no participaran en las hostilidades. Antes de la llegada de los soviéticos, las fuerzas polacas armaron unos 10 batallones de infantería, con apoyo de 15 piezas de artillería ligera y cañones antitanque y cinco cañones antiaéreos. Los defensores también tenía unas 40 ametralladoras.
El 18 de septiembre, el comandante del Frente Bielorruso, Comandarm Mijaíl Kovalyov, ordenó la captura de Wilno por grupos de los ejércitos 3.º y 11.º. El 3.er Ejército ordenó a la División de Caballería 24 y las divisiones blindadas 22 y 25 al mando del Combrig Pyotr Akhlyustin, avanzar por el noreste y el 11 º Ejército ordenó a la 36.ª División de Caballería y la 6.ª División Acorazada al mando del Combrig Semyon Zybin avanzar desde el sureste. Su tarea era capturar la ciudad por la tarde del 18 de septiembre, pero debido a dificultades logísticas y la sobrestimación de las defensas polacas, la operación fue revisada con el fin de capturar la ciudad por la mañana de 19 de septiembre.

## Batalla
El 18 de septiembre Jarosław Okulicz-Kozaryn recibido informes de que fuerzas soviéticas, alrededor de 1.700 efectivos, se acercaban desde Oszmiana (actualmente Ashmyany). Se trataba de exploradores armados que habían se habían enfrentado con unidades polacas de infantería en su aproximación. Entonces Okulicz-Kozaryn ordenó a todas las unidades replegarse hacia la frontera con Lituania, se encargó a las unidades del cuerpo de protección de la frontera, como las unidades más experimentadas cubrir la retirada. El teniente coronel Podwysocki fue enviado a informar a los soviéticos de que las fuerzas polacas no tenían intención de defender Vilna, pero le dispararon y regresó a las líneas polacas. Como Okulicz-Kozaryn ya había abandonado la ciudad, Podwysocki decidido defenderla, a pesar de que la mayor parte de las fuerzas que anteriormente había en la ciudad se habían marchado con Okulicz-Kozaryn.
El primer ataque soviético en la tarde del 18 de septiembre fue rechazado por los defensores polacos. Pero posteriormente los soviéticos siguieron su presión sobre Vilna. Al final del día los soviéticos habían asegurado el aeródromo e hicieron varias incursiones en la ciudad que terminarían tomando el cementerio de Rasos.
En la mañana del 19 de septiembre, las avanzadillas de las unidades blindadas soviéticas se reforzaron con la infantería y la caballería. Los defensores polacos retrasaron el avance soviético, en particular mediante la contención en los puentes, pero avanzado el día, la mal coordinada defensa polaca se derrumbó y los soviéticos tomaron el control de la ciudad.

## Consecuencias
Parte de las unidades polacas se rindieron y otra parte se retió desorganizada hacia la frontera lituana.
Los soviéticos cedieron Vilna a Lituania. Las tropas lituanas entraron a la ciudad el 27 y el 28 de octubre.
Aunque la defensa de Vilna ha sido criticada por algunos historiadores polacos, que afirman que si hubiera estado bien organizada las fuerzas polacas habrían podido mantenerse en Vilna y retrasar a los soviéticos varios días, como se hizo en la defensa de Grodno (en la que tomaron parte algunas unidades retiradas de Wilna). Sin embargo esto solo habría sido una defensa simbólica, ya que las fuerzas polacas no tenían una capacidad real de parar el arrollador avance soviético.